# Estela de Kuttamuwa
La estela de Kuttamuwa es una tabla de basalto, erigida en la Edad del Hierro, en época de los reinos luvio-arameos (conocidos anteriormente como neohititas) , concretamente en el Siglo VIII a. C. y que fue hallada en un yacimiento situado en el sur de Turquía.

Mapa del Imperio Hititas: en rojo oscuro, el territorio del reino hitita hacia 1560 a. C.; en rojo claro, su máxima extensión, antes de la Batalla de Qadesh.

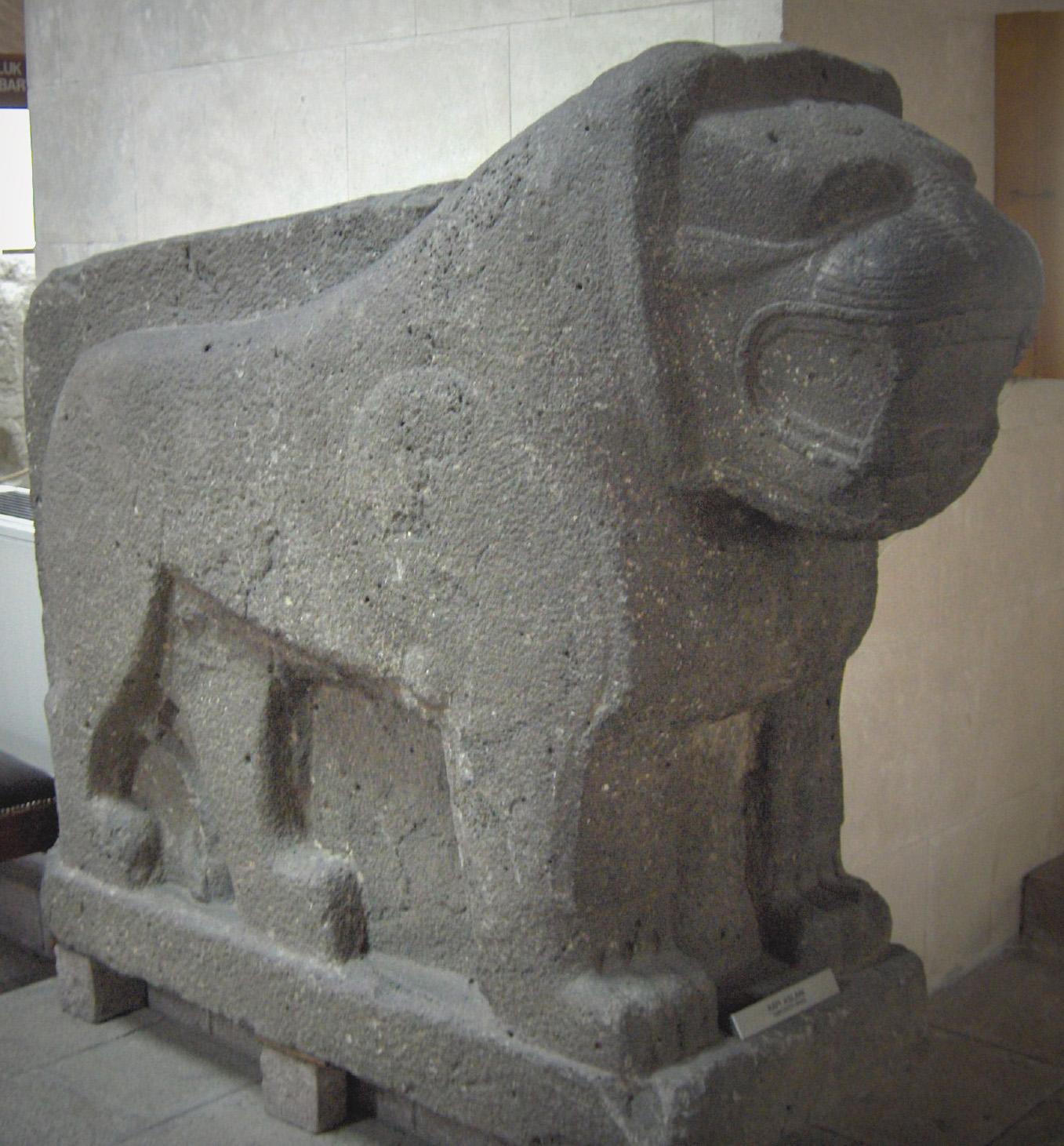
León de basalto custodio de la puerta "Q", en los muros de la antigua ciudad hitita de Sam'al.

## Descubrimiento e historia
La estela fue descubierta en el verano del año 2007 por la Expedición Neubauer del Instituto Oriental de la Universidad de Chicago, en el sudeste de Turquía, concretamente en el yacimiento de Zincirli, reconocido como uno de los más importantes de la Edad del Hierro, en una récamara convertida en santuario mortuorio perteneciente a Kuttamuwa, oficial real y siervo del Rey Panamuwa, en los exteriores de la ciudad amurallada de Sam'al.

## Características de la estela
- Material: Basalto
- Altura: 1 metros
- Anchura: 0,50 metros
- Peso: 1,700 kg.
- En la estela aparece la imagen de Kuttamuwa, con un sombrero, una copa de vino en su mano derecha, sentado ante una mesa llena de alimentos; también contiene una inscripción.
- Se encontraron vasijas de piedra y alimentos en forma de ofrenda alrededor de la estela.
- El idioma utilizada en la inscripción es una mezcla entre un dialecto semítico y el alfabeto griego de similares características al hebreo y al arameo.

## Inscripción de la estela
Yo, Kuttamuwa, siervo de Panamuwa,
soy el que ha supervisado la producción de esta estela para mi mientras aún vivo
La coloqué en una cámara eterna y dispuse un festejo en esta cámara
un toro para Hadad (el dios de la tormenta),
un carnero para Shamash (dios del Sol),
y un carnero para mi alma que está en esta estela

## Simbología y conservación
- La inscripción de la estela es la prueba escrita más antigua de la creencia humana de un alma inmortal separada del cuerpo
- Es una de las estelas funerarias mejor conservadas de las de su época.